# Pam-Stamp
Pam-Stamp ist ein interaktives CAD/CAM/CAE-System (computer-aided design / computer-aided manufacturing / computer-aided engineering), das auf die Simulation von Blechumformungen spezialisiert ist. Es bietet lösungsorientierte Werkzeuge für Automobilbau, Luftfahrt und Stanzverfahren allgemein. 